# Alaska-Murmeltier
Das Alaska-Murmeltier (Marmota broweri) ist eine sozial lebende Art aus der Gattung der Murmeltiere. Sein gesamtes Verbreitungsgebiet liegt nördlich des Polarkreises und beschränkt sich auf die Brooks Range in Alaska. Die Körperlänge dieser Murmeltierart beträgt zwischen 40 und 50 Zentimeter. Das Körpergewicht eines ausgewachsenen Tieres liegt zwischen 2,5 und vier Kilogramm. Es ist damit etwas leichter und kleiner als das ebenfalls zur arktischen Fauna gehörende sibirische Schwarzhut-Murmeltier. Verwechslungsmöglichkeiten bestehen vor allem mit dem Arktischen Ziesel, das aber etwas kleiner und leichter ist.
Diese Murmeltierart hält einen etwa neun Monate währenden Winterschlaf. Es nutzt dabei einen anderen Bau als in den Sommermonaten.
Der Artzusatz im wissenschaftlichen Namen ehrt den US-amerikanischen Walfänger und Postmeister Charles Dewitt Brower.